# Magda Paveleková
Magda Paveleková, rozená Lörinczová (7. června 1931, Levice – 20. července 2015, Dunajská Lužná) byla slovenská herečka a bavička.
Hrála nejprve v divadle v Nitře, v 17 letech odešla do Bratislavy, kde hrála zpočátku v Tatrakabaretu, později na Nové scéně, kde působila až do odchodu do důchodu.
Účinkovala ve 12 filmech, 205 inscenacích, v dabingu, byla protagonistkou televizního seriálu o nadváze Tak už dost a představila se téměř v 60 zábavných relacích v rozhlase a televizi.

## Filmografie
- 1967 Drak sa vracia
- 1968 Vánoce s Alžbetou (žena)
- 1969 Sladké hry minulého léta (žena z baru)
- 1973 Očovské pastorále
- 1975 Pacho, hybský zbojník
- 1976 Ztracená dolina (Driemková)
- 1977 Bludičky (Mikeschová)
- 1977 Zlatá réva (Vrúbiková)
- 1979 A poběžím až na kraj světa (Malatincová)
- 1980 Toto léto doma (Dubnianská)
- 1987 Začátek sezóny (tetka Novotech)
- 1995 ... koně na betoně (tetka Verešpejka)
- 2008 Ano, miláčku! (Magdaléna)

## Dabing
- 1969: Miazgovci, slovenská verze maďarského seriálu Rodina Smolíkova[2]

## Publikace
- 1995 A už dosť! : zápisník pre zdravie a štíhlosť (společně s Jarmilou Uhríkovou, Ivanem Benczem a MUDr. Leošem Středou)
- 2001 Spomienky starej herečky
- 2007 Jedna papá, druhá varí, pritom jedna druhú baví (společně s Gizelou Oňovou)

## Ocenění
- 1982 cena za herecký výkon
- 1982 titul zasloužilá umělkyně
- 1996 platinová a dvě zlaté desky za největší počet prodaných nosičů s hrami Dežo neblázni, Ilona nezblázni, Gejza neblázni
- 2007 ocenění Květ Tálie[3]